# Kuningvere (jezioro)
Kuningvere järv (est. Kuningvere järv) – jezioro w Alatskivi w prowincji Tartu w Estonii. Położone jest na południe od miejscowości Kuningvere. Ma powierzchnię 24,9 hektara, linię brzegową o długości 1927 m, długość 760 m i szerokość 470 m.